# 韦拉门迪斯
韦拉门迪斯（葡萄牙語：Vera Mendes）是巴西皮奥伊州的一个市镇。总面积310.368平方公里，总人口3170人，人口密度10.2人/平方公里。